# Oskar Nerlinger

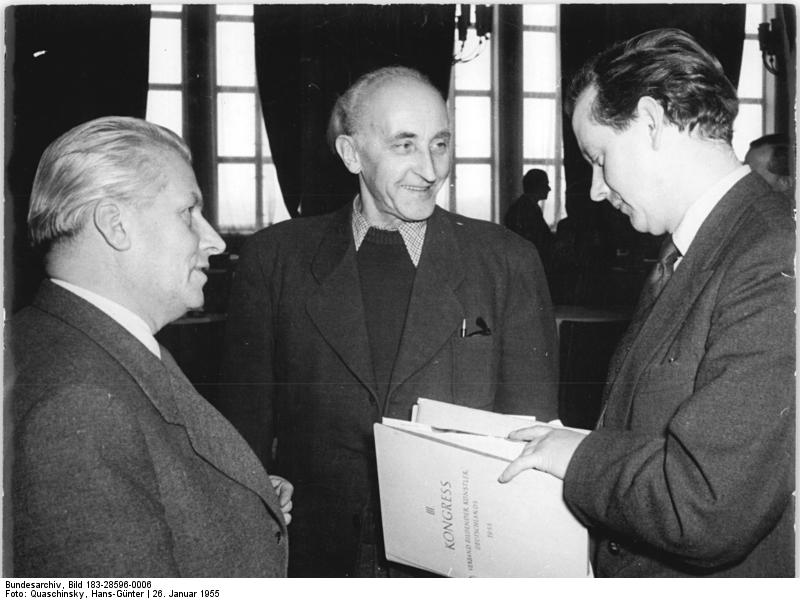
Nerlinger (Mitte) im Jahr 1955

Oskar Nerlinger (* 23. März 1893 in Schwann bei Pforzheim; † 25. April 1969 in Ost-Berlin) war ein deutscher Maler, Zeichner und Grafiker. Er arbeitete auch unter dem Pseudonym Nilgreen.

## Leben
Nerlinger studierte von 1908 bis 1912 an der Kunstgewerbeschule Straßburg bei dem Maler Karl Jordan. Von 1912 bis 1915 war er Schüler von Emil Orlik und Emil Rudolf Weiß an der Unterrichtsanstalt des Kunstgewerbemuseums Berlin. Von 1915 bis 1918 nahm er am Ersten Weltkrieg teil. Ab 1919 arbeitete er als freischaffender Künstler. Das Berliner Adressbuch verzeichnet ihn z. B. 1920 als Kunstmaler in der Potsdamer Straße 21 und 1943 in der Bismarckstraße 5. 1921 schloss er sich Herwarth Waldens Sturm-Galerie an. wo er 1922 und 1925 ausgestellt wurde. Ab 1925 war er der Kopf der Gruppe Die Abstrakten, die später Die Zeitgemäßen hieß und 1932 der Asso beitrat. Nerlinger wurde 1928 Mitglied der Kommunistischen Partei Deutschlands.
In der Zeit des Nationalsozialismus war Nerlinger Mitglied der Reichskammer der bildenden Künste. Er lieferte u. a. harmlose Illustrationen für das Kulturmagazin Der Querschnitt. Für diese Zeit ist seine Teilnahme an 14 großen Ausstellungen sicher belegt, u. a. an den Großen Deutschen Kunstausstellung von 1939 bis 1941 mit 15 Aquarellen, von denen 1939 das Luftgaukommando IV in Dresden das Blatt Straßburg und 1940 Adolf Hitler das Blatt Dorf im Winter erwarben. 1937 wurde im Rahmen der deutschlandweiten konzertierten Aktion „Entartete Kunst“ seine Druckgrafik „Demonstration“ aus dem Besitz der Stadt Berlin beschlagnahmt, ihr Verbleib ist ungeklärt.
Nach dem Ende des NS-Staats war Nerlinger bis 1951 Professor an der Hochschule für Bildende Künste Berlin. Mit Karl Hofer gab er von 1947 bis 1949 die Zeitschrift Bildende Kunst heraus.
Oskar Nerlinger hatte enge Verbindungen zu kommunistischen Kollegen in der DDR und hatte sich im Westen Feinde gemacht durch seine Kritik am Kapitalismus und seine Unterstützung von Friedenskampagnen. Nachdem er an Ausstellungen in der Sowjetischen Besatzungszone bzw. der DDR teilgenommen hatte, wurde er als „roter Professor“ angegriffen, und er verlor 1951 sein Lehramt an der Hochschule für Bildende Künste. Daraufhin wanderte er öffentlichkeitswirksam in die DDR aus.
Bis 1953 hatte er einen Werkvertrag mit dem Stahlwerk in Stalinstadt. Von 1955 bis 1959 war er Professor an der Kunsthochschule Berlin-Weißensee, danach arbeitete er freischaffend in Berlin. Nerlinger hatte in der Sowjetischen Besatzungszone bzw. der DDR eine große Zahl von Einzelausstellungen und Ausstellungsbeteiligungen, u. a. 1946 an der Allgemeinen Deutschen Kunstausstellung und von 1953 bis 1968 an der III. bis VI. Deutschen Kunstausstellung in Dresden. Er war Mitglied des Verbands Bildender Künstler der DDR (VBK).
Nerlinger war seit 1918 mit Alice Lex-Nerlinger verheiratet, die an seinen Fotogrammen und Filmen mitarbeitete.
Seine letzte Ruhe fand er auf dem Friedhof Pankow III.

## Tätigkeit
Nerlinger arbeitete seit 1912 vorwiegend in Berlin und schuf in den 1920er Jahren Industrielandschaften. Seit den 1930er Jahren fertigte Nerlinger unter dem Einfluss ostasiatischer Malerei hell getönte Landschaftsaquarelle an. Er vertrat dann den 1949 in Anlehnung an die sowjetische Kulturpolitik zur DDR-Staatskunst erklärten Sozialistischen Realismus.
Nach der Übersiedlung in die DDR bezeichnete Nerlinger selbst seine anfängliche künstlerische Haltung als „unsicher“. Um seinen „Pessimismus“ angesichts der Tatsache, sich als abstrakter Künstler nun der Ästhetik des Sozialistischen Realismus zuzuwenden, und um sich in der Arbeitswelt „Optimismus“ anzueignen, beschloss er, in einer neuen sozialistischen Stadt zu leben. Er erhielt von der Werkleitung des Eisenhüttenkombinats Ost den Auftrag für ein Wandbild und wurde zum Werksangestellten mit „allen Rechten und Pflichten eines Arbeiters“. Er war selbst entschlossen, deren Lebenswirklichkeit kennenzulernen, und besuchte Arbeiter in ihren Wohnungen, bei ihren Freizeitaktivitäten und auch im Betrieb. Er studierte technische Fachliteratur und versuchte die Hüttenarbeiter am Hochofen zu malen.
Seine ersten Entwürfe wurden von den Arbeitern als zu düster und unschön kritisiert, sie „könnten auch im kapitalistischen Konzern von Flick entstanden sein.“ Nach dieser Kritik malte er die Fabrik als hellen fröhlichen Ort mit glücklichen und optimistisch aussehenden Arbeitern. Seine Werke fanden daraufhin Anklang und wurden als Drucke in den Arbeiterwohnungen aufgehängt. Im November 1952 sagte Nerlinger auf der ersten Kunstausstellung, die in Stalinstadt stattfand, und in der seine Skizzen, Studien und Projekte gezeigt wurden, dass sich sein Stil verändert habe. Unter dem Motto „So ging es nicht weiter“ hatte er auch einige seiner Vorkriegsarbeiten ausgestellt. Von einem zeitgenössischen DDR-Kunstkritiker wurden diese als eiskalt, schwermütig und düster beschrieben; man würde darin die tragische Situation eines Künstlers erkennen, der in einer ausweglosen Situation gewesen wäre. Zum Glück habe sich diese im Rhythmus des Eisenhüttenkombinats verloren und nun rückten „utopische Träumereien in greifbare Realitäten“. Im Besucherbuch der Ausstellung gab es vielstimmiges Lob zur Wandlung von Nerlinger auch aus sozialistischen „Bruderländern“ auf Polnisch, Ungarisch und Tschechisch. Nerlinger begab sich auch in die Fabrik und bat die Arbeiter um konstruktive Kritik. In der Tendenz gab es hier wieder viel Lob einzig mit der Aufforderung, heller und natürlicher zu malen.
Nerlinger wechselte fast gänzlich zur Landschaftsdarstellung und wurde einer der bedeutendsten Landschafts-Aquarellisten in der DDR. „Er liebte weite Landschaften mit niedrig gelegenem Horizont.“
Nerlinger hatte sich wie Max Lingner dem Zeitgeist angepasst und sich bewusst einer „Umerziehung“ unterzogen, um besser in seine Umgebung zu passen.

## Ehrungen
- 1963: Vaterländischer Verdienstorden in Silber
- 1964: Ernennung zum Ehrenmitglied des VBK
- 1966: Goethe-Preis der Stadt Berlin
- 1968: Johannes-R.-Becher-Medaille in Gold

## Museen und öffentliche Sammlungen mit Werken Nerlingers (unvollständig)
- Altenburg/Thür.: Lindenau-Museum
- Berlin: Neue Nationalgalerie[11]
- Berlin: Berlinische Galerie[12]
- Dresden: Galerie Neue Meister[13]
- Dresden: Kupferstichkabinett
- Erfurt: Angermuseum

## Werke

### Zeitschriftenillustrationen
- Der letzte Pegasuserich (publiziert in Heft 2/1935 der Zeitschrift Der Querschnitt)[14]
- Frühlingslied (publiziert in Heft 3/1935 der Zeitschrift Der Querschnitt)[15]
- Nun ruhen alle Wälder (publiziert in Heft 4/1935 der Zeitschrift Der Querschnitt)[16]

## Weitere Gemeinschaftsausstellung (unvollständig)
- 1926: Berlin (Große Berliner Kunstausstellung)[17]
- 1945: Berlin (Kunstschau Sommer 1945 des Volksbildungsamts Steglitz)[18]

- postum 2010/2011: Moderne Zeiten, Neue Nationalgalerie, Berlin